# 葛雷格·克羅哈曼
葛雷格·克羅-哈曼（英語：Greg Kroah-Hartman，姓名縮寫為GKH）， Linux核心開發者，目前為 Linux 核心中穩定分支（-stable）的維護者，他也是staging 子系統、USBdriver core、debugfs、kref、kobject、sysfs kernel 子系統、 TTY layer 、linux-hotplug、Userspace I/O（與 Hans J. Koch 共同維護）等專案的維護者，也創立了udev專案。除此之外，他亦協助維護Gentoo Linux中上述程式及 kernel 的套件。

## 生平
克羅-哈曼經常透過發表演說的方式，為核心與驅動程序開發的細節留下文件與教學。在2006年，他發表了一份CD 映像檔，內容為開發 Linux 設備驅動程序的入門教材。
在2012年2月1日以前，他在網威的SUSE Labs工作，而後效力於Linux基金會，全心致力於Linux驅動程式專案上。
他是《Linux 驅動程式》的共同作者，與Linux Kernel in a Nutshell的作者。他是《Linux Journal》雜誌的編輯之一，在電腦新聞網站LWN.net上也發表了許多文章。

## 事迹
2010年2月3日，Linux核心开发者葛雷格·克羅-哈曼将安卓的驱动程式从Linux核心“状态树”（staging tree）上除去。

## 著作
- Jonathan Corbet; Alessandro Rubini; Greg Kroah-Hartman.  3rd. Sebastopol, CA: O'Reilly. 2005. ISBN 0-596-00590-3.
  - 中譯：《Linux 驅動程式 （页面存档备份，存于）》（第三版，林長毅譯，歐萊禮出版，ISBN 9867794737)
- Kroah-Hartman, Greg.  1st. Sebastopol, CA: O'Reilly. 2006. ISBN 978-0-596-10079-7.

## 外部連結
- 克羅哈曼的個人網誌 （页面存档备份，存于）
- 克羅哈曼 Linux 專頁 （页面存档备份，存于）
- Linux Journal 中克羅哈曼的文章清單
- 克羅哈曼撰寫的 Linux 核心開發教學文章 （页面存档备份，存于）
- Linux 驅動程式專案首頁
- 2008 年五月，德國漢諾威產業展中克羅哈曼的影片 （页面存档备份，存于）
- 克羅哈曼在 Linux Plumbers 的主題演講影片 （页面存档备份，存于）